# Evraz
Evraz plc, tidigare Evroazmetall och Evraz Group, är det största stål- och gruvföretaget i Ryssland och ett av de största i världen. De bryter malm och producerar stål, vanadin, kol samt en mängd andra produkter. Huvudkontoret ligger i den brittiska huvudstaden London i England men företaget har även verksamheter i Ukraina, Europa, USA, Kanada och Sydafrika. Företaget är klassat som den 14:e största stålproducenten i världen baserat på råstålsproduktionen på 15,3 miljoner ton under 2009. En av de största fabrikerna ligger i Novokuznetsk där Novokuznetsk stålverk är beläget. Evraz står för 100% av järnvägsförsäljningen i Ryssland.
Evraz Group grundades 1992 som en liten metallhandelsföretag, Evroazmetall. Under de första åren utvidgades företagets omsättning och verksamhetsområde kraftigt. Under mitten av 1990-talet, blev Evroazmetall inblandad i att lösa skulder mellan ryska gruv- och metallurgikraftverk.

## Största aktieägarna
Uppdaterat: 4 september 2018.
| Namn              | Antal aktier | % av rösterna |
| ----------------- | ------------ | ------------- |
| Roman Abramovitj  | 440 528 064  | 30,52         |
| Aleksandr Abramov | 301 960 323  | 20,92         |
| Aleksandr Frolov  | 150 783 385  | 10,45         |
| Gennadij Kozovoj  | 83 751 827   | 5,80%         |
| Aleksandr Vagin   | 82 887 014   | 5,74%         |
| Övriga aktieägare | 383 440 206  | 26,57%        |

Notering: Företaget äger själv 63 176 475 aktier vilket är inte inkluderat i antal aktier för övriga aktieägare.